# Districtul Komárno
Districtul (Okres) Komárno este un teritoriu administrativ în Slovacia centrală cu 108.556 de locuitori (din care 30.079 (27,7%) slovaci, 74.976 (69,1%) maghiari (2001)) și o suprafață de 1.100 km². Din punct vedere istoric este fostul comitat maghiar „Komárom vármegye” și „Esztergom vármegye”. El cuprinde trei orașe Hurbanovo (Altdala), Kolárovo, Komárno (Komorn) și 41 de comune.

## Demografie
| An:                | 1994    | 2004    | 2014    | 2024   |
| ------------------ | ------- | ------- | ------- | ------ |
| Număr de persoane: | 109.329 | 107.290 | 103.360 | 98.829 |
| Diferență:         |         | −1,86%  | −3,66%  | −4,38% |

| An:                | 2023   | 2024   |
| ------------------ | ------ | ------ |
| Număr de persoane: | 99.273 | 98.829 |
| Diferență:         |        | −0,44% |

## Comune
| - Bajč - Bátorove Kosihy - Bodza - Bodzianske Lúky - Brestovec - Búč - Čalovec - Číčov - Dedina Mládeže - Dulovce (Neudala) - Holiare - Chotín - Imeľ | - Iža - Kameničná - Klížska Nemá - Kravany nad Dunajom - Lipové - Marcelová - Martovce - Moča - Modrany - Mudroňovo - Nesvady - Okoličná na Ostrove - Patince | - Pribeta - Radvaň nad Dunajom - Sokolce - Svätý Peter (Sankt Peter) - Šrobárová - Tôň - Trávnik - Veľké Kosihy - Virt - Vrbová nad Váhom - Zemianska Olča - Zlatná na Ostrove (Golddorf) |